# Oscar Pistorius

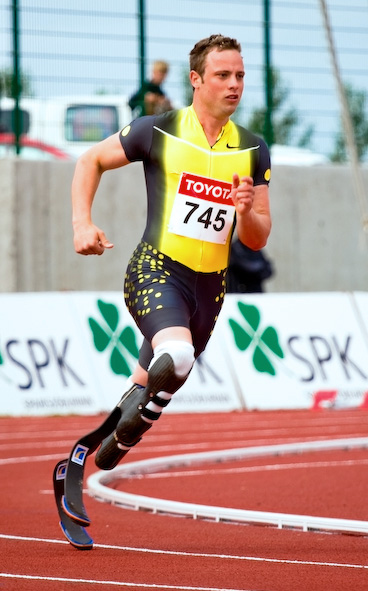
Oscar Pistorius l'any 2007

Oscar Pistorius (22 de novembre de 1986) és un atleta sud-africà. Quan va néixer van veure que no tenia ni turmells ni peronés en ambdues cames degut a una malformació degenerativa. Als onze mesos li van amputar les dues cames i li van col·locar unes pròtesis. Al cap de sis mesos de l'operació ja corria d'un lloc a l'altre.
Oscar tenia passió per l'esport. Va provar el rugbi, el waterpolo, la natació i finalment es va decantar per l'atletisme. Les pròtesi que utilitza es coneixen com a “cheetahs”, és a dir guepards. Es fabriquen a Islàndia amb fibra de carboni i tenen una forma característica semblant a una fulla i per això a Oscar se'l coneix amb el nom de “bladerunner”, també com “the fastest thing on no legs”, és a dir, la cosa més ràpida sobre cap cama.
Oscar va destacar en les competicions d'atletisme, en els Jocs Paralímpics d'estiu de 2004 va fer 46,34 segons en 400 metres, va obtenir medalla d'or en 200 metres i bronze als 100 metres.
La IAAF (Associació Internacional de Federacions d'Atletisme) no volia deixar córrer a Oscar en els Jocs Olímpics, ja que aquesta Federació prohibeix l'ús d'ajudes tècniques als atletes i les pròtesis eren considerades així. Oscar volia participar en els Jocs Olímpics de Pekín de 2008 i va apel·lar la sanció de la IAAF al Tribunal d'Arbitratge Esportiu qui li va deixar competir sempre que fes la mínima marca exigida per la federació, no ho va aconseguir.
Oscar va ser seleccionat per participar en els campionats Mundials de Daegu (Corea del Sud) en 400 metres i en relleu 4x400. El juliol de 2011, a Lignano (Itàlia) va fer la seva millor marca personal en 400 metres (45,07 segons), una marca que li va permetre classificar-se i poder estar en els Jocs Olímpics d'Estiu de 2012, el primer atleta paralímpic en aconseguir-ho. També va competir als Jocs Paralímpics de Londres 2012 on va guanyar 2 medalles d'or i una de plata.
El febrer de 2013 matà a la seva companya Reeva Steenkamp d'un tret a casa seva, segons ell a causa d'un accident. Per aquest motiu va ser jutjat i condemnat a 15 anys de presó per assassinat. El novembre de 2021, les autoritats penitenciaries sud-africanes van iniciar els tràmits previs per considerar-ne la llibertat condicional, que podria arribar a partir de març de 2023.